# NGC 1961
NGC 1961 is een balkspiraalstelsel in het sterrenbeeld Giraffe. Het hemelobject ligt ongeveer 170 miljoen lichtjaar van de Aarde verwijderd en werd op 3 december 1788 ontdekt door de Duits-Britse astronoom William Herschel.
In het sterrenstelsel zijn de volgende supernovas geobserveerd:
- SN 1998eb
- SN 2001is

## Synoniemen
- IC 2133
- IRAS05365+6921
- UGC 3334
- ZWG 329.8
- MCG 12-6-7
- Arp 184
- PGC 17625